# Kedvesem

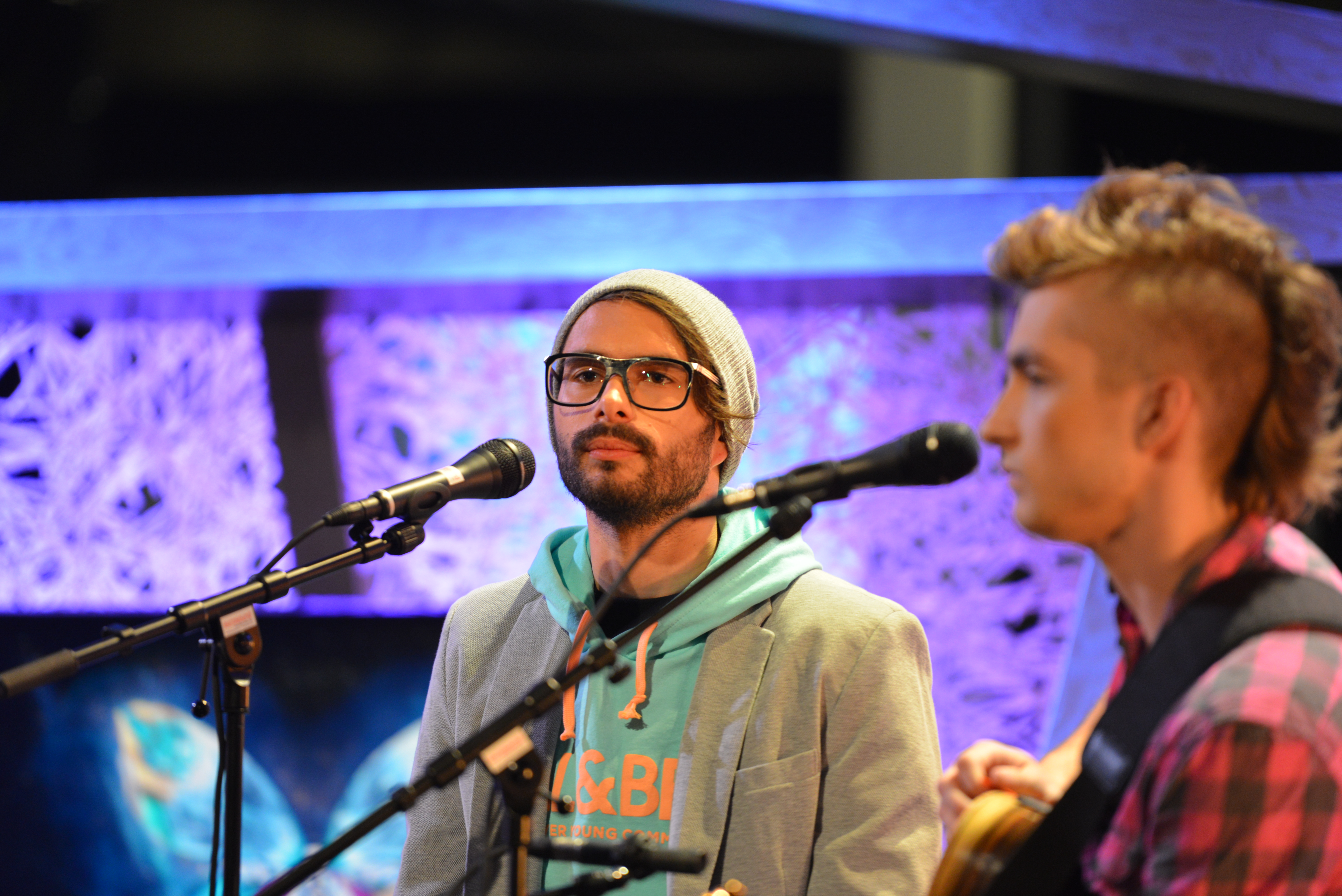

«Kedvesem» (укр. «Моя люба») — пісня угорського співака ByeAlex, з якою він представляв Угорщину на пісенному конкурсі Євробачення 2013 в Мальме. Пісня була виконана 18 травня у фіналі, де, з результатом у 84 бали, посіла десяте місце.